# Championnats du monde d'aquathlon 2001
Les Championnats du monde d'aquathlon 2001 présentent les résultats des championnats mondiaux d'aquathlon  en 2001 organisés par la fédération internationale de triathlon.
Les 4e championnats se sont déroulés à Edmonton au Canada le 18 juillet 2001.

## Distances parcourues
| Distances course (kilomètres) | Distances course (kilomètres) | Distances course (kilomètres) |
| Course à pied                 | Natation                      | Course à pied                 |
| ----------------------------- | ----------------------------- | ----------------------------- |
| 2                             | 0,75                          | 2                             |

## Résultats

### Élite
| Rang               | Athlète          | Pays        | Temps       |
| ------------------ | ---------------- | ----------- | ----------- |
| Médaille d'or      | Ivan Rana        | Espagne     | 23 min 09 s |
| Médaille d'argent  | Richard Stannard | Royaume-Uni | 23 min 10 s |
| Médaille de bronze | Filip Ospaly     | Tchéquie    | 23 min 14 s |

| Rang               | Athlète         | Pays       | Temps       |
| ------------------ | --------------- | ---------- | ----------- |
| Médaille d'or      | Siri Lindley    | États-Unis | 25 min 09 s |
| Médaille d'argent  | Rina Hill       | Australie  | 25 min 27 s |
| Médaille de bronze | Sheila Taormina | États-Unis | 25 min 36 s |

## Tableau des médailles
| Rang  | Nation      | Or | Argent | Bronze | Total |
| ----- | ----------- | -- | ------ | ------ | ----- |
| 1     | Australie   | 1  | 0      | 1      | 2     |
| 2     | Espagne     | 1  | 0      | 0      | 1     |
| 3     | Australie   | 0  | 1      | 0      | 1     |
| -     | Royaume-Uni | 0  | 1      | 0      | 1     |
| 5     | Tchéquie    | 0  | 0      | 1      | 1     |
| Total | Total       | 2  | 2      | 2      | 6     |